# Wereldkampioenschap korfbal 1991
Het wereldkampioenschap korfbal in 1991 werd in april 1991 gehouden in België, in de plaatsen: Antwerpen, Brussel, Gent en Turnhout. Twaalf teams deden mee aan het toernooi dat voor de vierde keer werd gehouden. Voor het eerst moesten een aantal landen kwalificatiewedstrijden spelen.
De openings- en sluitingsceremonie en de finale vonden plaats in de Arenahal in Deurne.
Het thuisspelende Belgisch korfbalteam won voor het eerst de wereldtitel. Dit is tot en met de editie van 2023 nog steeds de enige keer dat Nederland niet wereldkampioen werd.

## Kwalificatie
Direct gekwalificeerd
Negen landen waren op basis van de resultaten op vorige toernooien en/of geografische ligging direct geplaatst. Dit waren Australië, België, Chinees Taipei, Duitsland, Groot-Brittannië, India, Indonesië, Nederland en de Verenigde Staten.
10e ticket
Het tiende land dat zich kwalificeerde was Aruba dat de play-off won van Bonaire en Curaçao. Alle wedstrijden werden gespeeld op Aruba. 
| Datum        | Plaats | Land    | Score  | Land    |
| ------------ | ------ | ------- | ------ | ------- |
| 12 juni 1990 | Aruba  | Aruba   | 10 - 3 | Bonaire |
| 23 juni 1990 | Aruba  | Curaçao | 8 - 2  | Bonaire |
| 24 juni 1990 | Aruba  | Aruba   | 12 - 3 | Curaçao |

| Land    | Win | Ver | DV | DT | +/- | Pnt |
| ------- | --- | --- | -- | -- | --- | --- |
| Aruba   | 2   | 0   | 22 | 6  | +16 | 4   |
| Curaçao | 1   | 1   | 11 | 14 | -3  | 2   |
| Bonaire | 0   | 2   | 5  | 18 | -13 | 0   |

11e ticket
Het elfde land dat zich kwalificeerde was Portugal. Dat won de wedstrijd tegen de winnaar van de dubbele ontmoeting tussen Denemarken en Luxemburg.
| Datum            | Plaats           | Land       | Score  | Land       |
| ---------------- | ---------------- | ---------- | ------ | ---------- |
| 5 augustus 1990  | Luxemburg        | Luxemburg  | 4 - 10 | Denemarken |
| 11 augustus 1990 | Vester Skerninge | Denemarken | 9 - 5  | Luxemburg  |
|                  |                  |            |        |            |
| 28 december 1990 | Bennekom         | Portugal   | 18 - 6 | Denemarken |

12e ticket
Het twaalfde land dat zich kwalificeerde was Armenië. De winnaar van de ontmoeting tussen Spanje en Frankrijk speelde tegen de winnaar van de play-off tussen Armenië, Polen en Tsjecho-Slowakije.
| Datum       | Plaats   | Land   | Score                 | Land      |
| ----------- | -------- | ------ | --------------------- | --------- |
| 26 mei 1990 | Vittoria | Spanje | 18 - 19 nv 15 - 15 rs | Frankrijk |

| Datum            | Plaats      | Land              | Score   | Land              |
| ---------------- | ----------- | ----------------- | ------- | ----------------- |
| 20 augustus 1990 | Delft       | Polen             | 10 - 11 | Armenië           |
| 21 augustus 1990 | Papendrecht | Polen             | 5 - 6   | Tsjecho-Slowakije |
| 22 augustus 1990 | Dordrecht   | Tsjecho-Slowakije | 10 - 11 | Armenië           |

| Land              | Win | Ver | DV | DT | +/- | Pnt |
| ----------------- | --- | --- | -- | -- | --- | --- |
| Armenië           | 2   | 0   | 22 | 20 | +2  | 4   |
| Tsjecho-Slowakije | 1   | 1   | 16 | 16 | 0   | 2   |
| Polen             | 0   | 2   | 15 | 17 | -2  | 0   |

Finale
| Datum            | Plaats    | Land      | Score               | Land    |
| ---------------- | --------- | --------- | ------------------- | ------- |
| 23 december 1990 | Antwerpen | Frankrijk | 14 - 17 nv 9 - 9 rs | Armenië |

## Poule fase

### Poule A
| Land               | Win | Gel | Ver | DV  | DT  | +/- | Pnt |
| ------------------ | --- | --- | --- | --- | --- | --- | --- |
| België             | 5   | 0   | 0   | 130 | 48  | +82 | 10  |
| Duitsland          | 4   | 0   | 1   | 50  | 61  | -11 | 8   |
| Portugal *         | 2   | 0   | 3   | 56  | 70  | -14 | 4   |
| Verenigde Staten * | 2   | 0   | 3   | 68  | 57  | +11 | 4   |
| Australië          | 2   | 0   | 3   | 63  | 66  | -3  | 4   |
| Indonesië          | 0   | 0   | 5   | 37  | 102 | -65 | 0   |

| Datum    | Plaats   | Land      | Score             | Land             |
| -------- | -------- | --------- | ----------------- | ---------------- |
| 2 april  | Deurne   | Australië | 19 - 7            | Indonesië        |
| 2 april  | Deurne   | Portugal  | 10 - 9            | Verenigde Staten |
| 2 april  | Deurne   | België    | 27 - 5            | Duitsland        |
| 3 april  | Gent     | België    | 21 - 15           | Verenigde Staten |
| 3 april  | Gent     | Indonesië | 6 - 23            | Portugal         |
| 3 april  | Turnhout | Australië | 8 - 9             | Duitsland        |
| 4 april  | Deurne   | België    | 24 - 11           | Indonesië        |
| 4 april  | Brussel  | Duitsland | 12 - 11           | Verenigde Staten |
| 4 april  | Brussel  | Australië | 16 - 10           | Portugal         |
| 4 april  | Deurne   | Duitsland | 9 - 8 nv 4 - 4 rs | Portugal         |
| 4 april  | Brussel  | Australië | 12 - 28           | België           |
| 4 april  | Brussel  | Indonesië | 6 - 21            | Verenigde Staten |
| 5 april] | Deurne   | Australië | 8 - 12            | Verenigde Staten |
| 5 april] | Gent     | Duitsland | 15 - 7            | Indonesië        |
| 5 april] | Turnhout | België    | 30 - 5            | Portugal         |

* Portugal krijgt de derde plek omdat het een wedstrijd verloor in de extra tijd.

** Verenigde Staten krijgt de vierde plek omdat ze meer wisten te scoren dan Australië.

### Poule B
| Land             | Win | Gel | Ver | DV  | DT  | +/- | Pnt |
| ---------------- | --- | --- | --- | --- | --- | --- | --- |
| Nederland        | 5   | 0   | 0   | 121 | 71  | +50 | 10  |
| Chinees Taipei   | 4   | 0   | 1   | 76  | 61  | +15 | 8   |
| Groot-Brittannië | 3   | 0   | 2   | 76  | 59  | +17 | 6   |
| Armenië          | 2   | 0   | 3   | 67  | 67  | 0   | 4   |
| Aruba            | 1   | 0   | 4   | 70  | 94  | -24 | 2   |
| India            | 0   | 0   | 5   | 61  | 119 | -58 | 0   |

| Datum   | Plaats   | Land             | Score   | Land             |
| ------- | -------- | ---------------- | ------- | ---------------- |
| 2 april | Deurne   | Groot-Brittannië | 6 - 19  | Nederland        |
| 2 april | Deurne   | Armenië          | 16 - 12 | Aruba            |
| 2 april | Deurne   | India            | 8 - 20  | Chinees Taipei   |
| 3 april | Deurne   | Aruba            | 14 - 9  | India            |
| 3 april | Deurne   | Armenië          | 8 - 11  | Groot-Brittannië |
| 3 april | Turnhout | Chinees Taipei   | 14 - 20 | Nederland        |
| 4 april | Deurne   | Armenië          | 7 - 22  | Nederland        |
| 4 april | Gent     | Aruba            | 14 - 18 | Chinees Taipei   |
| 4 april | Gent     | Groot-Brittannië | 25 - 10 | India            |
| 4 april | Deurne   | Armenië          | 9 - 12  | Chinees Taipei   |
| 4 april | Gent     | Aruba            | 10 - 24 | Groot-Brittannië |
| 4 april | Gent     | India            | 24 - 33 | Nederland        |
| 5 april | Deurne   | Groot-Brittannië | 10 - 12 | Chinees Taipei   |
| 5 april | Gent     | Aruba            | 20 - 27 | Nederland        |
| 5 april | Turnhout | Armenië          | 27 - 10 | India            |

## Eindfase

### Knock-outfase
| Datum   | Plaats  | Land             | Score   | Land      | Voor plek |
| ------- | ------- | ---------------- | ------- | --------- | --------- |
| 6 april | Deurne  | India            | 15 - 9  | Indonesië | 11 en 12  |
| 6 april | Berchem | Australië        | 13 - 5  | Aruba     | 9 en 10   |
| 6 april | Deurne  | Verenigde Staten | 16 - 6  | Armenië   | 7 en 8    |
| 6 april | Berchem | Groot-Brittannië | 20 - 13 | Portugal  | 5 en 6    |
| 6 april | Deurne  | Chinees Taipei   | 10 - 8  | Duitsland | 3 en 4    |
| 6 april | Deurne  | België           | 11 - 10 | Nederland | 1 en 2    |

## Eindstand
| Plaats op ranglijst | Team             |
| ------------------- | ---------------- |
| Goud                | België           |
| Zilver              | Nederland        |
| Brons               | Chinees Taipei   |
| 4                   | Duitsland        |
| 5                   | Portugal         |
| 6                   | Groot-Brittannië |
| 7                   | Verenigde Staten |
| 8                   | Armenië          |
| 9                   | Australië        |
| 10                  | Aruba            |
| 11                  | India            |
| 12                  | Indonesië        |

| Kampioen van WK 1991   |
| ---------------------- |
| België Eerste WK titel |

1978 · 
1984 · 
1987 · 
1991 · 
1995 · 
1999 · 
2003 · 
2007 · 
2011 · 
2015 · 
2019 · 
2023 ·